# Perzische mythologie

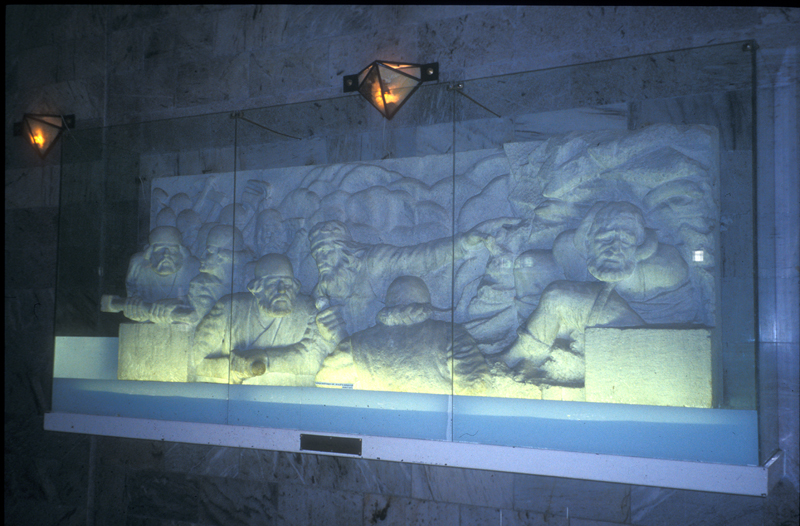
Reliëf in Toes met mythologische figuren.

De Perzische mythologie (Perzisch: اساطیرشناسی ایرانی) omvat de mythen van de Iraanse volkeren (Perzen, Koerden,  Pathanen en Beloetsjen), en van verschillende Iraniërs. 
De Iraanse mythen bevatten verhalen over de strijd tussen goed en kwaad, de Iraanse god Ahura Mazda, verschillende helden en fabeldieren. Mythen spelen een belangrijke rol in de geschiedenis van Iran en met name in de geschiedenis van het Perzische Rijk. 
De Sjahnama van de elfde-eeuwse dichter Ferdowsi is het belangrijkste werk over de Perzische mythologie. Andere werken zijn de Avesta, de Bundahishn en de Denkard. 

## Bekende personages uit de Perzische mythologie
- Afrasyab
- Ahura Mazda, god van het goede
- Amesha Spenta, engel van Ahura Mazda
- Ahriman, god van het kwaad.
- Fereidoen
- Gayomard, eerste sjah van Perzië
- Hushang, Siamaks zoon
- Iraj, Fereidoens zoon
- Jamshid
- Manuchehr
- Rostam
- Siamak, Gayomards zoon
- Esfandyar
- Sraosha (Sorush), engel
- Tahmures, de Overwinnaar van de Demonen
- Zal, Rostams vader
- Zahhak, koning van de devs
- Sohrab
- Sjeherazade
- Kaveh de Smit
- Arash de Boogschutter

## Bekende wezens uit de Perzische mythologie
- Mantichora
- Simurgh
- Huma
- Azi Dahaka
- Peri
- Daêva
- Dev

Mythologie van A tot Z · Categorie